# Voleibol de praia nos Jogos da Commonwealth
O voleibol de praia faz parte do programa esportivo dos Jogos da Commonwealth desde a primeira edição do evento, realizada em 2018, em Gold Coast., disputado a cada quatro anos, a segunda edição ocorreu em 2022 e previsto para ocorrer daqui a quatro anos na edição de 2026 em Vitória (Austrália).

## Eventos
| Eventos   | 18 | 22 | 26 |
| --------- | -- | -- | -- |
| Masculino | •  | •  | •  |
| Feminino  | •  | •  | •  |